# Televisa (Venezuela)
TeleVisa (acrónimo de Televisión Independiente, S.A.) fue el primer canal de televisión de Venezuela de capital privado y el segundo establecido en ese país después de la estatal Televisora Nacional. Fue fundada en 1953 y desapareció en 1960, luego de declararse en quiebra. Posteriormente fue adquirida por Diego Cisneros y renombrada poco después como Venevisión.

## Historia
Televisa (llamada con las siglas YVLV-TV, canal cuatro) surgió como resultado de la respectiva concesión comercial que el gobierno había asignado a dicha empresa, de acuerdo con el artículo segundo del Reglamento de Radiocomunicaciones de 1941, el cual dio pie a que se instalaran esta y otras estaciones de televisión comercial en Venezuela.
Este canal, fundado por el locutor Gonzalo Veloz Mancera quien también fue su presidente, inició sus transmisiones de prueba el 4 de marzo de 1953 y fue inaugurado el 30 de mayo de ese año. 
Sin embargo, sus transmisiones regulares se harían a partir del 1 de junio de 1953 y duraban entre las 4:00 p. m. y las 12:00 a. m. Sus estudios se ubicaban al final de la Avenida Los Jabillos y que se mantiene hasta el 27 de enero de 1958 y ahora se va a cambiar de dirección se va a ubicar en Avenida Andrés Bello en la urbanización de Colinas de Los Caobos, en Caracas y que se mantiene hasta el 30 de junio de 1960.
Televisa fue la primera estación de televisión de Venezuela en transmitir carreras de caballos (el domingo 9 de agosto de 1953 y narrada por Luis Plácido Pisarello) y de lucha libre narrada por Miguel Thodée y pronto expandió su cobertura instalando una antena en Cabo Blanco, por lo que su señal llegó hacia el Litoral Central por el canal nueve y también colocó antenas repetidoras en Valencia, Maracay y La Victoria, sintonizándose en aquellas ciudades por el canal nueve. Así, Televisa pronto superaría en cobertura a TVN-5.
Por otra parte, el 5 de mayo de 1956 se inauguró Televisa del Zulia (no confundir con Televiza), la primera estación de televisión regional en Venezuela, la cual inició sus transmisiones dos días más tarde. En un principio era una estación independiente pero, luego de un tiempo, se convirtió en una filial de Televisa en Caracas. Esta iniciativa de fundar un canal de televisión zuliano fue gracias al pionero radial venezolano Don José Higuera Miranda en colaboración con Gonzalo Veloz Mancera.

### Quiebre y cierre
Debido a problemas económicos, el canal suspende sus transmisiones a mediados de 1960 y se declara en quiebra. Poco después el entonces Presidente de Venezuela, Rómulo Betancourt, le propuso a Diego Cisneros que adquiriese este canal bajo licitación. 
Diego Cisneros aceptó dicha oferta y, unos meses más tarde, el 27 de febrero de 1961, se inauguraría la actual Venevisión aunque su señal volvería al aire un par de días después, es decir, el 1 de marzo de 1961.